# Neottia papilligera
Neottia papilligera är en orkidéart som beskrevs av Rudolf Schlechter. Neottia papilligera ingår i släktet näströtter, och familjen orkidéer. Inga underarter finns listade i Catalogue of Life.